# مملكة راتاناكوسين (1782–1932)

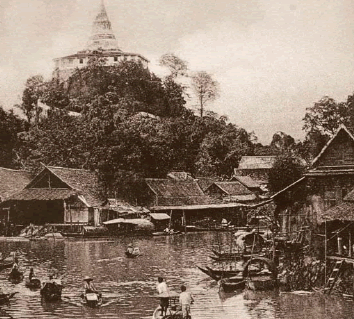

مملكة راتاناكوسين (بالتايلاندية: อาณาจักร รัตนโกสินทร์) هي المملكة الرابعة والحالية في تاريخ تايلاند. تزامن تأسيسها عام 1782 مع تأسيس راتاناكوسين لتصبح العاصمة. يغطي هذا المقال الفترة الممتدة حتى الثورة السيامية عام 1932.
امتد تأثير راتاناكوسين ليشمل الدول التابعة لكمبوديا ولاوس وشان وبعض الممالك الملاوية. أسس المملكة راما الأول من سلالة تشاكري. واتسم النصف الأول من هذه الفترة بتوطيد سلطة المملكة، وقد تخللته صراعات متكررة مع ميانمار وفيتنام ولاوس. أما الفترة الثانية كانت مرحلة اشتباكات مع القوى الاستعمارية لبريطانيا وفرنسا، وظلت سيام الدولة الوحيدة في جنوب شرق آسيا التي حافظت على استقلالها.
داخليًا، تطورت المملكة إلى دولة قومية مركزية حديثة ذات حدود وضعت وفق التعاملات مع القوى الغربية. وأُحرز تقدم اقتصادي واجتماعي، تميز بزيادة التجارة الخارجية، وإلغاء العبودية، وتوسيع نطاق التعليم الرسمي ليشمل الطبقة الوسطى الناشئة. ومع ذلك، فإن الفشل في تنفيذ إصلاحات سياسية جوهرية بلغ ذروته في ثورة 1932 والتخلي عن الملكية المطلقة لصالح الملكية الدستورية.

## خلفية
في عام 1767، بعد هيمنة مملكة أيوثايا على جنوب شرق آسيا لما يقرب من أربعة قرون، سقطت إثر غزو الجيوش الميانمارية.
على الرغم من هزيمتها الكاملة واحتلالها اللاحق من قبل أسرة كونباونغ، حققت سيام انتعاشًا سريعًا. قاد المقاومة لحكم ميانمار أحد النبلاء من أصل صيني يدعى تاكسين، وهو قائد عسكري. في البداية كان مقره في تشانثابوري في الجنوب الشرقي، وفي غضون عام، هزم جيش الاحتلال الميانماري وأعاد تأسيس دولة سيامية عاصمتها ثونبوري على الضفة الغربية لنهر تشاو فرايا، على بعد 20 كم من البحر. وفي 1768 توج ملكًا. أعاد توحيد أراضي وسط تايلاند تحت حكمه، وفي عام 1769 احتل غرب كمبوديا أيضًا.
ثم اتجه جنوبًا وأعاد الحكم السيامي على شبه جزيرة ملايو حتى بينانق وترغكانو. وبعد تأمين قاعدته في سيام، هاجم تاكسين الميانماريين في الشمال عام 1774 وأسر تشيانغ مي عام 1776، ووحد سيام ولانّا بشكل دائم. وقاد حملة تاكسين هذه الجنرال ثونغ دوانغ، المعروف باسم تشاوفرايا أو اللورد تشاكري والذي كان نفسه ينتسب إلى شعب مون. في عام 1778 قاد تشاكري جيشًا سياميًا استولى على مملكة فيانتيان، ومملكة لوانغ فرابانغ أيضًا، وهي خاضعة لمملكة لاو الشمالية، وفي نهاية المطاف فرض الهيمنة السيامية على ممالك لاو.
على الرغم من هذه النجاحات، بحلول عام 1779، كان تاكسين في ورطة سياسية في بلده. فيبدو أنه قد أحدث جنونًا دينيًا، إذ أضعف الرهبنة البوذية القوية من خلال الادعاء بأنه شخصية سوتابانا أو شخصية إلهية. وكان على خلاف مع مسؤولي البلاط، والتجار الصينيين، والمبشرين. بدأ المراقبون الأجانب يتكهنون بأنه سيُخلع قريبًا. وفي عام 1782 أرسل تاكسين جيوشه تحت قيادة تشاكري، راما الأول من راتاناكوسين، لغزو كمبوديا، ولكن أثناء غيابهم اندلع تمرد في المنطقة المحيطة بالعاصمة. عرض المتمردون، الذين حصلوا على دعم شعبي، العرش على الجنرال تشاكري، «الجنرال الأعلى». وقد عاد تشاكري الذي كان في مهمة حرب من كمبوديا وعزل تاكسين، ويُزعم أنه «أُعدم سرًا» بعد فترة وجيزة.
حكم تشاكري تحت اسم راماثيبودي (سُمي بعد وفاته باسم فوتايوتفا تشولالوك)، ولكنه الآن يُعرف عمومًا باسم راما الأول، أول ملك لسلالة تشاكري. كانت إحدى قراراته الأولى نقل العاصمة عبر النهر إلى قرية بانغ ماكوك (بمعنى «أرض الخوخ الزيتوني - اسبوندياس»). كانت العاصمة الجديدة التي تقع في جزيرة راتاناكوسين، محمية من الهجمات بواسطة النهر من جهة الغرب وبسلسلة من الأقنية المائية من جهة الشمال والشرق والجنوب. وهكذا حصلت سيام على سلالتها الحاكمة وعاصمتها الحاليتين.

## التاريخ

### التأسيس (1782 – 1809)
كان راما الأول تايلانديًا صينيًا من شعب مون، وقد أعاد معظم النظام الاجتماعي والسياسي لمملكة أيوثايا، وأصدر قوانين جديدة، وأعاد احتفالات البلاط، وفرض النظام على الرهبنة البوذية. أُديرت حكومته من قبل ست وزارات كبيرة (كروم) برئاسة أمراء ملكيين. أربعة من هذه الوزارات أدارت مناطق محددة: وزارة الدفاع (كالاهوم) أدارت الجنوب. ووزارة الداخلية (مهاتاي) الشمال والشرق. ووزارة الشؤون الخارجية (فراكلانغ) المنطقة الواقعة جنوب العاصمة مباشرة؛ والكروم موينغ أدارت المنطقة المحيطة ببانكوك. أما الوزارتان المتبقيتان فهما وزارة الأراضي (كروم نا) ووزارة البلاط الملكي (كروم وانغ). وقد سيطر على الجيش «الأبارات» نائب الملك وشقيقه.
غزا الميانماريون سيام مرة أخرى عام 1785، بعد رؤية الاضطراب المصاحب للإطاحة بتاكسين. وسمح لهم راما باحتلال كل من الشمال والجنوب، لكن شقيقه الأبارات (نائب الملك)، قاد الجيش السيامي إلى غرب سيام وسحق القوات الميانمارية في معركة بالقرب من كانشانابوري. وقد كان هذا آخر غزو ميانماري كبير لسيام، على الرغم من أنه في وقت متأخر من عام 1802 كان لا بد من طرد القوات الميانمارية من لانّا. وفي عام 1792 احتل السياميون لوانغ برابانغ وأدخلوا معظم لاوس تحت الحكم السيامي غير المباشر. مثلما حكمت سيام كمبوديا بشكل فعال. وبحلول وفاة راما الأول عام 1809 كان قد أسس سيادة سيامية تسيطر على منطقة أكبر بكثير من تايلاند الحديثة.

### غزو فيتنام
في عام 1776، عندما استولت قوات تاي سون المتمردة على جيا دينه، أعدموا أسرة نغوين الملكية بأكملها ومعظم السكان المحليين. وكان نغوين أونه، الفرد الوحيد من عائلة نغوين الذي بقي حيًا، وتمكن من الفرار عبر النهر إلى سيام. وأثناء وجوده في المنفى، تمنى نغوين أونه استعادة جيا دينه وإخراج متمردي تاي سون منها. وقد أقنع الملك المحايد راما الأول في سيام بتزويده بقوات دعم وقوة غزو صغيرة.
في منتصف عام 1784، تحرك نغوين أونه، مع خمسين ألف جندي سيامي و300 سفينة، عبر كمبوديا، ثم إلى شرق تونلي ساب وعبَر مقاطعات أنّام التي ضُمت مؤخرًا. وصل عشرون ألف جندي سيامي إلى كين جيانغ ورسا ثلاثون ألفًا آخرون في تشاب لاب، بينما تقدم السياميون نحو كن تاه. وفي وقت لاحق من ذلك العام، استولى السياميون على إقليم جيا دينه الكمبودي السابق، حيث زُعم أنهم ارتكبوا فظائع ضد السكان الفيتناميين.
توقع نغوين هوي تحركًا من قبل السياميين، وقد وضع المشاة بشكل سري على طول نهر تيان بالقرب من ماي تو الحالية، وعلى بعض الجزر في الوسط، لمواجهة القوات الأخرى على الضفاف الشمالية مع تعزيزات بحرية على جانبي مواقع المشاة.
في صباح يوم 19 يناير أرسل نغوين هوي قوة بحرية صغيرة، تحت راية الهدنة، لإيقاع السياميين في فخه. وبعد العديد من الانتصارات، كان الجيش السيامي والقوات البحرية واثقين من الاستسلام. لذا ذهبوا إلى المفاوضات، غير مدركين للفخ. اقتحمت قوات نغوين هوي القوات السيامية، وذبحت المبعوثين العُزل وهاجمت القوات غير المستعدة. وقد انتهت المعركة بإبادة شبه كاملة للقوة السيامية. إذ دمرت جميع سفن البحرية السيامية ونجا ألف فقط من البعثة الأصلية وهربوا عبر النهر إلى سيام.